# Nuke
Un Nuke es un viejo ataque de denegación de servicio contra redes de computadoras. Dicho ataque consiste en enviar paquetes de datos ICMP fragmentados o de alguna otra forma inválidos a un objetivo, lo que se consigue usando una herramienta de ping modificada para enviar estos datos corruptos una y otra vez, ralentizando la computadora afectada hasta que deje de funcionar. En los juegos en línea, "nukear" es mandar mensajes uno tras del otro a uno o varios usuarios, en rápida sucesión, que contienen texto al azar. Dichas técnicas también se ven en programas de mensajería instantánea ya que el texto repetido puede ser asignado a una macro. Hoy en día, los sistemas operativos modernos son resistentes a esas técnicas, y la mayoría de los juegos en línea traen "control de inundación" (flood control).

## Nuke en la escena de warez
Otra definición de Nuke es la que se usa en la escena del warez. Un programa lanzado como warez es "nukeado" por otros grupos o individuos si, por ejemplo, no se puede instalar, no funciona como se espera o tiene información falsa. El grupo que lo lanzó puede también "nukearlo" si publican otra versión nueva (que sí funcione).
- Datos: Q6047028